# 申纂
申纂（？—467年），魏郡魏县人，南北朝南朝宋的军事人物。申鍾的曾孙。
魏道武帝平定中山时，申纂的父祖带领族人向南逃亡，在济阴定居。宋孝武帝时期，申纂担任平原郡太守，后来转任東平郡太守。泰始二年（466年），宋明帝杀前废帝刘子业即位，申纂据守无盐，与叛军及北魏军作战，被宋明帝任命为兖州刺史。泰始三年（467年），北魏的慕容白曜攻打无盐，城池陷落，申纂受伤被俘。慕容白曜本无意杀他，恰巧城中发生火灾，申纂因伤势过重无法逃脱，被烧死。他的儿子申景义，逃亡北魏，太和年间担任散员士，在宋王刘昶麾下任宋国侍郎。景明初年，担任行济阴郡太守、扬州车骑府录事参军、右司马。